# جبل غانمى (الشاهل)

تعديل مصدري - تعديل

جبل غانمى هي إحدى قرى عزلة الامرور بمديرية الشاهل التابعة لمحافظة حجة، بلغ تعداد سكانها 100 نسمة حسب تعداد اليمن لعام 2004.